# Awaous lateristriga
Awaous lateristriga is een straalvinnige vis uit de familie van de grondels (Gobiidae). De wetenschappelijke naam van de soort is, als Gobius lateristriga, voor het eerst geldig gepubliceerd in 1861 door Duméril.
Deze grondel is een anadrome vis die voorkomt in rivieren, brak water en moerassen in de kustgebieden van West-Afrika. De vis heeft een voorkeur voor tropische wateren met een watertemperatuur tussen de 22 °C en 28 °C. In het noorden wordt de soort gevonden tot Saint-Louis in Senegal en in het zuiden tot de Kunenerivier in Angola. Ook komt de vis voor rond de eilanden in de Golf van Guinee.
Awaous lateristriga wordt maximaal 26,4 centimeter lang.